# Conjuring : L'Heure du jugement
Série de l'univers cinématographique Conjuring
La Nonne : La Malédiction de Sainte-Lucie
(2023)
Série Conjuring
Sous l'emprise du Diable
(2021)
Pour plus de détails, voir Fiche technique et Distribution.
Conjuring : L'Heure du jugement (The Conjuring: Last Rites) est un film américain réalisé par Michael Chaves et dont la sortie est prévue pour 2025. Il s'agit du quatrième film de l'univers cinématographique Conjuring et de la suite de Conjuring : Sous l'emprise du Diable, du même réalisateur, sorti en 2021. Il met à nouveau en scène Patrick Wilson et Vera Farmiga dans les rôles d'Ed et Lorraine Warren.

## Synopsis
Dans ce dernier volet, Ed et Lorraine Warren affrontent l’un des cas les plus violents de leur carrière : l’affaire Smurl. En 1986, une famille de Pennsylvanie est terrorisée par un démon brutal, entre apparitions monstrueuses et attaques physiques. Ultime combat ou début d’un nouvel enfer, cette enquête promet une conclusion sous tension.

## Fiche technique
Sauf indication contraire, les informations mentionnées dans cette section peuvent être confirmées par la base de données cinématographiques IMDb,  présente dans la section « Liens externes ».
- Titre original : The Conjuring: Last Rites
- Titre français : Conjuring : L'Heure du jugement[1]
- Réalisation : Michael Chaves
- Scénario : David Leslie Johnson-McGoldrick, Ian B. Goldberg et Richard Naing, d'après une histoire de David Leslie Johnson-McGoldrick et James Wan
- Production : Peter Safran et James Wan

Producteurs délégués : Michael Clear et Judson Scott
- Sociétés de production : The Safran Company, Atomic Monster et New Line Cinema
- Sociétés de distribution : Warner Bros.
- Budget : N/A
- Pays de production :  États-Unis,  Royaume-Uni
- Langue originale : anglais
- Format : couleur
- Genre : horreur, fantastique, thriller
- Dates de sortie[2] : Dates sujettes à modification
  - États-Unis : 5 septembre 2025
  - France : 10 septembre 2025
  - Belgique : 24 décembre 2025
  - Suisse romande : 21 janvier 2026

## Distribution
- Patrick Wilson : Ed Warren
- Vera Farmiga : Lorraine Warren
- Ben Hardy  : Tony Spera
- Mia Tomlinson  : Judy Warren
- Taissa Farmiga : sœur Irene Palmer
- Shannon Kook : Drew Thomas

## Production

### Genèse et développement
Avant la sortie du troisième volet Conjuring : Sous l'emprise du Diable en mai 2021, le réalisateur Michael Chaves évoque dans une interview pour le magazine Empire la possibilité de poursuivre la saga Conjuring : « J'espère que [cela] ouvrira un nouveau chapitre pour les Warren. Cela aura une fin très unique pour les films The Conjuring. Je serais ravi de voir où cela pourrait nous mener. ». Les interprètes d'Ed et Lorraine Warren, Patrick Wilson et Vera Farmiga, expriment leur envie de revenir. En octobre 2022, The Hollywood Reporter confirme le développement d'un quatrième long métrage avec David Leslie Johnson-McGoldrick au scénario et James Wan et Peter Safran à la production.
Avant la sortie de La Nonne : La Malédiction de Sainte-Lucie en septembre 2023, Michael Chaves révèle que le script est encore en phase de développement et qu'il devrait clôturer l'histoire des Warren. En février 2024, Michael Chaves est en négociations pour le poste de réalisateur.
En septembre 2024, Ben Hardy et Mia Tomlinson sont annoncés.

### Tournage
Le tournage débute en septembre 2024 et s’achèvera le 10 octobre 2024. Il se déroule entre Londres et Atlanta,,.

## Sortie et accueil
En juillet 2024, il est annoncé que The Conjuring: Last Rites sortira aux Etats-Unis le 5 septembre 2025,.